# TV4 Film
TV4 Film er en svensk filmkanal ejet af TV4 AB.
TV4 søgte licens til at vise en filmkanal på DTT-nettet i efteråret 2003 og fik licens i december. Kanalen blev lanceret som TV4 Film i april 2004, den første film der blev vist var Top Gun.
Filmene er leveret fra flere forskellige distributører, der inkluderer MGM, Paramount, Warner Brothers, Nordisk Film, SF og Sonet Film. Kanalen fokuserer på "moderne klassikere", hvilket betyder, at filmene der bliver vist mest er fra '50'erne, '60'erne, '70'erne, '80'erne and '90'erne.
En finsk version af kanalen blev lanceret i november 2006 i samarbejde med MTV3. Den kaldes Sub Leffa.

## External links
- Official hjemmeside (svensk)

| Fjernsyn | Spire Denne artikel om en tv-kanal er en spire som bør udbygges. Du er velkommen til at hjælpe Wikipedia ved at udvide den. |